# 208 (liczba)
208 (dwieście osiem) – liczba naturalna następująca po 207 i poprzedzająca 209.

## W matematyce
208 to liczba praktyczna, liczba Tetranacciego, liczba rombowa zapałkowa, liczba wesoła i członek ciągu Aronsona. W kombinatoryce istnieje dokładnie 208 naszyjników z pięcioma koralikami wylosowanych z zestawu koralików w czterech kolorach i 208 uogólnionych słabych rzędów w trzech oznaczonych punktach.